# Butjärnarna, Ångermanland
Butjärnarna är en sjö i Örnsköldsviks kommun i Ångermanland och ingår i Gideälvens huvudavrinningsområde. Sjön har en area på 0,246 kvadratkilometer och ligger 208,6 meter över havet.

## Delavrinningsområde
Butjärnarna ingår i det delavrinningsområde (705198-164982) som SMHI kallar för Mynnar i Gideälvens vattendragsyta. Medelhöjden är 248 meter över havet och ytan är 15,07 kvadratkilometer. Det finns inga avrinningsområden uppströms utan avrinningsområdet är högsta punkten. Kvarnbäcken som avvattnar avrinningsområdet har biflödesordning 2, vilket innebär att vattnet flödar genom totalt 2 vattendrag innan det når havet efter 33 kilometer. Avrinningsområdet består mestadels av skog (87 procent). Avrinningsområdet har 0,25 kvadratkilometer vattenytor vilket ger det en sjöprocent på 1,7 procent.